# Unwrapped
Unwrapped – studyjny album piosenkarki Glorii Estefan, z 2003 roku. "Unwrapped" był pierwszym, studyjnym, anglojęzycznym krążkiem Glorii Estefan od prawie pięciu lat. Album w porównaniu do wcześniejszych wydawnictw artystki zdominowany jest przez ballady, co wyraźnie wpłynęło na jego sprzedaż. Krążek nagrany został w całości na żywo przy udziale wielu znanych latynoskich muzyków sesyjnych. Wszystkie teksty piosenek zostały napisane przez Glorię Estefan. Album został wyprodukowany przez Glorię i jej męża Emilio Estefana Jr. W okresie promocji "Unwrapped" został przychylnie przyjęty przez większość krytyków, którzy zwracali przede wszystkim uwagę na osobiste teksty oraz wyszukane, oryginalne aranżacje jak również bogate instrumentarium. Krążek promowany był w sumie pięcioma singlami, z których 3 nagrane zostały w języku hiszpańskim. Otwierający promocję albumu singel "Wrapped" zdołał dotrzeć na szczyty list przebojów w większości krajów Ameryki Południowej, stał się także największym przebojem Glorii w Szwajcarii, gdzie dotarł do pozycji 3 i zyskał status złotego krążka. Singel był nominowany do Latin Grammy Awards. Kolejne single nie powtórzyły tego sukcesu. 
Album "Unrwapped" dotarł do TOP 40 w Stanach Zjednoczonych, a także w kilkunastu innych krajach. Ostatecznie krążek zdołał sprzedać się w prawie milionowym nakładzie. W ramach promocji albumu artystka wyruszyła w światową trasę koncertową, która według jej zapowiedzi miała być ostatnią w jej karierze. Trasa przyniosła wielomilionowe zyski. Zapis jednego z koncertów wydany został na specjalnym DVD pt. "Live and Re-Wrapped". Wydawnictwo zdołało osiągnąć wysoką pozycję 34 na liście najlepiej sprzedających się muzycznych DVD w Stanach Zjednoczonych. Specjalna wersja albumu "Unwrapped" zawiera DVD zatytułowane "Famous". Jest to godzinny film dokumentalny nakręcony przez syna artystki Nayiba Estefan, który przedstawia kulisy nagrywania krążka, jak również sceny z prywatnego życia Glorii.

## Lista utworów
1. A Little Push
2. Te Amare
3. Your Picture
4. Wrapped
5. Time Waits
6. In The Meantime
7. Dangerous Game
8. Into You (duet ze Steviem Wonderem)
9. One Name (duet z Chrissie Hynde)
10. I'll Always Need Your Love
11. Say Goodbye
12. I Wish You
13. You
14. Famous
15. Te Amare (wersja hiszpańskojęzyczna)
16. Tu Fotografia
17. Hoy
18. Mientras Tanto